# 听好了，不加税

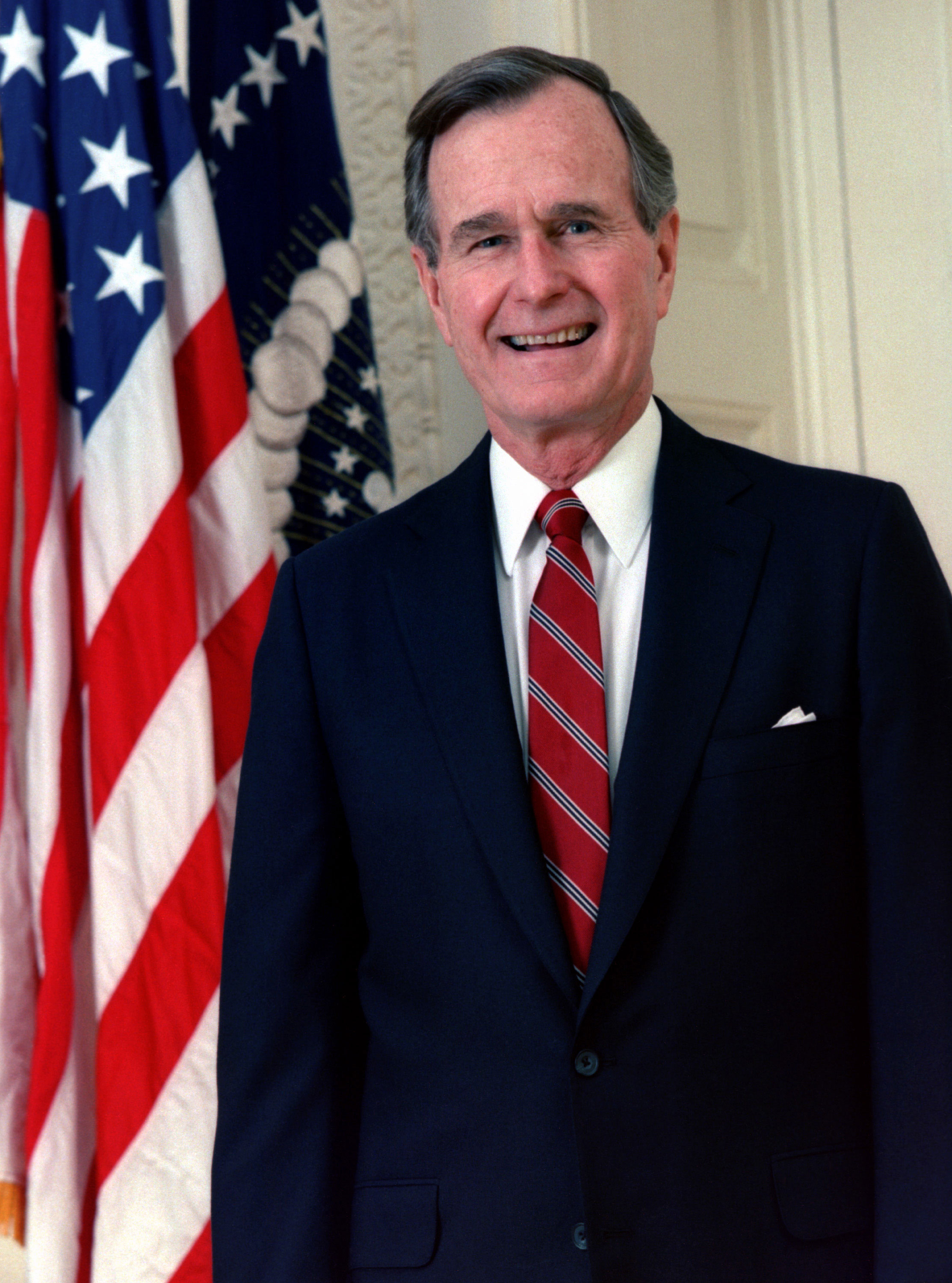
美國第41任總統喬治·赫伯特·沃克·布希

听好了，不加税（英語：Read my lips: no new taxes）是指1988年乔治·赫伯特·沃克·布什（George H. W. Bush）在共和党全国代表大会上接受总统提名时的演講，现已成为一句名言。该演讲出自讲稿撰写人佩吉·努南（Peggy Noonan）之手，这句话是其中最著名的口号。不加税的承诺后来成为布什1988年竞选纲领中的一部分，这个口号如此鲜明，深深融入了公众意识。竞选承诺的影响很大，很多人认为布什以此赢得了1988年的总统竞选。
然而布什当选总统之后，还是选择加税来解决政府财政赤字问题。虽然他曾多次拒绝加税，但是在参众两院都由民主党控制的情况下他无能为力。最终布什同意与国会中的民主党人达成一个折衷方案，1990年的预算协议中提高了几项税率。这个让步引起了巨大争议，尤其在共和党保守派中。尽管严格来说这份协议中并没有增加新税，但是布什在其竞选演讲中同样表明会拒绝提高现有税率。在1992年美國總統選舉竞选活动中，帕特·布坎南频繁利用这个口号在共和党提名战中对布什做出强有力的挑战。在这次选举中，温和派的民主党候选人比尔·克林顿同样以该口号作为布什失信的证据，使得布什竞选连任失败。

## 副总统布什与税务问题
20世纪80年代，布什于罗纳德·里根任总统期间担任副总统，他非常赞同里根的策略，认为增加税率很不讨好但有些时候却是必须的。里根任总统期间共批准提高13项税率，其中包括1982年那次美国历史上最大幅度的税率调整，同时他也做了一些减税决定。然而在1984年，布什似乎与里根的观点出现了分歧，引起了一些争议。当时民主党总统候选人沃尔特·蒙代尔承认如果他当选可能会提高税率，布什也暗示未来四年中加税可能是必要的。里根则宣称在其第二个任期中没有计划加税，布什立即辩解说是他误解了。布什的说法使得一些保守派开始怀疑他减税的决心。里根赢得选举后，税收问题就成了一个公众关注的焦点问题。美国赋税改革组织的领导人格罗弗·诺奎斯特（Grover Norquist）发起了一个“不加税”宣言，并促使共和党候选人签字承诺。许多国会议员候选人都签了字，其中包括布什的主要竞争对手杰克·肯普（Jack Kemp）和皮特杜庞（Pete du Pont）。布什最初拒绝签署这份宣言，但在1987年他最终默认了。（诺奎斯特仍然力劝政客们签署他的赋税宣言，并且声称将近一半的国会议员都签署了。）
參議院共和黨領袖鲍伯·杜爾（Bob Dole）没有在税务问题上明确立场，布什与其他候选人以该问题对他进行抨击。。“听好了，不加税”的原句最早出现在布什的新罕布什尔州初选活动中，贏得初选后布什始终坚持不加税的宣言，虽然这并不是其竞选的核心内容。

## 宣誓
共和党全国大会召开之际，总统候选人资格已牢握在老布什手中，但是他的顾问团仍担心党内的保守派会持反对意见。用詹姆斯·平克顿（James Pinkerton）的话來說，税收这个话题能“联合右翼且不得罪任何人。”，所以在新奥尔良大会的提名演讲中，老布什宣誓如果他当选总统绝不会开征新税。提名演讲中关于税收政策的部分：
|  | 我不会增税，而我的对手却说‘尽可能不增税’。可是你知道，一个政治家说了‘尽可能不’，那他肯定会这么做。他执意要提高税收，但是我坚决反对。如果国会逼迫我增税，我会说『不』。再逼，我仍然会说『不』。再逼，我会义正言辞地说：『听好了：我绝不增税。』 |

这篇文章由演讲稿撰写人佩吉·努南（Peggy Noonan）结合杰克·肯普（Jack Kemp）的意见撰写完成的。老布什的一些顾问认为这文字表达太强硬，会引起争议。批评最为强烈的是老布什的经济顾问理查德·达曼（Richard Darman）。达曼删去了初稿中的这个句子，他称之为“愚蠢且有害的” 。达曼是里根總統时期颁布的1982年增税法的缔造者之一，他期望能在老布什任期时担任主要的政策决策者。他认为如此绝对的宣誓会对政府不利。
然而，其他顾问尤其是罗杰·艾尔斯（Roger Ailes）认为这句子应该予以保留。因为在竞选中，这种坚定的宣誓能获得那些想保持中立的保守派的支持，也能为那些摇摆不定的选举人打一针强心剂。那时，民调显示老布什的支持率远不及迈克尔·杜卡基斯（Michael Dukakis），达曼称赢得这次竞选才是最重要的，而不是支配这次竞选。正如竞选团队预计的那样，演讲结束之后，老布什慷慨激昂讲出的“听好了：我绝不开征新税”成了媒体言论中的焦點语句之一。

## 增税
1989年當布什正式上任後，他便發覺不加稅並不可行，這是由於國防開支和醫療等社會公共開支大幅上升，使赤字上升。而當時由民主黨控制的國會兩院拒絕任何替代加稅的方案。最終布殊在他的經濟顧問團隊的建議下，決定加稅但不開徵新稅。
其他共和党人对于政策的变向怒不可遏，其中包括众议院组织秘书纽特·金里奇，参议院领导层，以及副总统丹·奎尔。他们认为布什已经摧毁了共和党在今后几年最有效的选举纲领。同样让他们感到气愤的是，布什在做出决定之前，并没有与共和党领导层进行商讨。这次政策倒戈也很快在共和党内部引起激烈的纷争。苏努努打电话给金里奇，金里奇得知此事后，愤怒地挂断了电话。参议员洛特质疑布什的出尔反尔，苏努努便告诉媒体，“在此次决议中，洛特已经是一个无足轻重的人物。”
共和党全国委员会的合作主席爱德·罗林斯发表一份备忘录宣称，如果共和党人希望连任的话，那就请与布什总统保持距离。当然，他也因此下台。许多人也认为，虽然增收税款是逼不得已的必要之举，但背弃之前承诺的做法是无法自圆其说的。布什关于这个问题的报告也仅仅是被贴在新闻发布室的公告板上。政策出台速度之快，政府根本就没打算慢慢说服美国人民接受增税，没有采取任何行动为其辩护，更没有动员共和党保守派内具有影响力的人物，在公众面前为这一出尔反尔的政策说说好话。
最终，在新预算中，税收被提高。9月，布什发表了一份新的预算提案，得到了国会领导层的支持。其中明显包括提高联邦燃油税。每加仑马上增收5美分，随后每年，燃料税都会定向增加。令布什政府惊讶的是，众议院没有通过此项提案。超过100个共和党议员在金里奇的领导下，反对增税计划。民主党人认为这项提案将使贫困者的消费税负担过重，也提出反对。布什否决了继续决议，然后联邦政府放假3天，庆祝哥伦比亚日。3天后，布什同意新决议，很快就通过了1990年监察预算调解法案。这项新提案，不再向高收入人群增收10%的燃油附加税（从而把最高边际税率提高到31%），但对烟酒、汽车以及豪华游轮增收新的消费税。它还包括了1990年的预算执行法案，确立了现付现收制或者说是对可支配开支和税收实行的PAYGO制度。
这些事件严重损害了布什的声望。任职初期，他的支持率高达历史性的79%，但到1990年10月中旬就下降到56%。这对共和党来说，也是一个很大的打击，在1990年的中期选举中，他们在众、参两院都不得志。然而，很快海湾战争爆发，这些问题统统被抛诸脑后，布什的支持率又一路飙升到一个新水平。

## 1992年选举
民主党人在争取政党提名时偶尔会使用“言而无信”这个词，然而这个词第一次大量使用是在布坎南对布什的初选大战中。布坎南说他反对布什的主要原因之一就是布什的言而无信。在他加入这场战争的那天，他说他参选的原因是“我们共和党人不能再把错误都归结到自由党人身上了。并不是说一些自由派民主党人，刚说‘听我说：不会再有更多的税了！’，就言而无信和美国国会那些大富豪们进行肮脏的幕后交易。”布坎南1988年在新罕布什尔州竞选中的经典话语随后被他在电视和广播广告中不断的回放，应用范围更广了。在新罕布什尔州，布坎南以40%的惊人票数对总统进行了回击。在初选刚刚过后，支持过布坎南的保守党派报纸《聯盟領導人報》（Manchester Union Leader）在首页以大标题登出“听我说”。
布什早期对此的回击是说经济状况是赋税上涨的决定性因素。投票结果显示，大多数的美国民众是接受一些赋税需要上调的，但最大的问题在于布什丧失的信任和尊重。在初选进行到乔治亚州时，布坎南仍然对布什构成很大的威胁。这时，布什转变了他的策略，开始为赋税上涨向民众致歉。他说：“我为我所做的事情一遍一遍的悔恨”，并向美国民众承诺如果他能重登总统宝座，他不会再次加税。达纳·卡威在“周六夜现场”上将布什的新承诺做成打油诗：“……绝不这样绝不这样……绝不这样……又是这样！”在12月19日的辩论中，他重申加税的举措是一个错误，他“应该早就拿出一个更好的方案”。这些忏悔最终被证明无力於改變布什1992年大选的结果。
布什最终的对手——比尔·克林顿在之后的竞选中很好的利用了布什的失信。1992年10月，大选策略家詹姆斯·卡维尔设计的电视广告通过重复布什那句 “听我说”，得出了布什拥有背信弃义的本性。这则广告被认为是克林顿大选中最有效的广告之一。不考虑大选期间克林顿有一些绯闻缠身，投票显示美国公众认为克林顿和布什的诚实度差不多。克林顿最有效的广告“你好么？”也将布什的失信囊括其中。
與布什同屬德州的罗斯·裴洛对布什已经失去了希望，自己作为独立候选人参加1992年大选，先是退出，随后又重新参选。虽然已经预测到他无缘总统之位，投票后民意调查显示裴洛在票数上还是和布什及克林顿势均力敌的。关于裴洛潜在影响的进一步分析表明，裴洛参选造成布什的选举人团票数大量流失，但这一结果并不绝对。裴洛的缺席对大选的最终结果构成影響，假使裴洛不參選，布什仍有機會勝出選舉。選舉結果裴洛在普選票取得近兩成，分薄老布什的普選票，導致布什的选举人团票数大量流失，輸掉選舉。投票給裴洛的很多是原共和黨支持者，這在1996年大選可以反映。

## 随后的观点
布什的未能履行承诺是导致他落选的几个关键原因之一。事实上，保守派脱口秀主持人鲁什·林堡在他的《看，我早就这么说》书中说到，如果布什没有提高税率的话，将会很容易赢得总统改选。共和党智囊理查·沃斯琳称它们为“总统选举史上第六大最具破坏力的词。”罗林斯称它为“这可能是所做出的最严重的政治承诺的违背。”白宫新闻发言人菲茨沃特称这个逆转为“总统任期内的单个的最大的失误。”其他人并不同意这个说法。理查德·达曼并不认为这个逆转是布什落选的重要原因；他还说布什对经济形势控制不足是不满的关键。还有人认为这个逆转在政治是灾难性的，但有利于国家。丹尼尔·L·奥斯特兰德反对说布什的行为应视为他政治未来的伟大牺牲，是为了国家的安定。与大多数民主党人一样，奥斯特兰德和达曼认为根本错误在于布什起初许下这个承诺，而不在于违背它。
保守派的共和党人持相反意见，认为无论国会怎样施加压力，布什都应遵守承诺。这个逆转不仅在比尔·克林顿1992年的总统选举中，也在1994年共和党国会竞选中充当着关键的作用。然而国会谈判委员会成员纽特·金里奇（Newt Gingrich）拒绝认可布什在税务问题上的妥协。之后他还领导超过100名的共和党议员反对总统的第一个财政预算申请。这使得金瑞契成了保守派共和党的英雄，并促使他成为1994年共和党竞选的领导人。
这个词汇随后被爱尔兰财政部长拉尼汗在2009年9月17日使用，承诺在2009年的财政预算里不增加税收。

## 乔治·沃克·布什
2000年1月6日，在新罕布什尔州举行的共和党初选辩论中，乔治·沃克·布什（George W. Bush，老布什的儿子）以提及赋税回答了他未来的经济计划这个问题。《聯盟領導人報》记者约翰·墨菲斯托（John Mephisto）随后问道：“这就是您所说的‘不加税，因此上帝会帮忙的？’”，而布什回答说：“这不仅仅是‘不加税’，还是‘一次大规模减税，上帝会帮忙的’。”

## 流行文化中的使用
1992年，唱片制作人唐·沃斯（Don Was）在“千点之夜”发行了一首俱乐部歌曲《听我说》，包含同名话语，并混入老布什部分“以子之矛攻子之盾”演说的节选。
麦格戴斯也将该说法用于他1992年的专辑《大屠杀兵工厂》裡，作为歌曲《梦的赎罪》的宣传片段播出。这首歌描述了贝斯手大卫·艾利弗森（David Ellefson）的家庭，在里根总统的统治下无法经商，后成为明尼苏达州的农民的故事。另外一首也也将该发言作为歌曲高潮的是《选择》，出自Mudvayne乐队2005年的专辑《失而复得》。歌曲基本上是反对传统政治的，提倡总统无为而治，而这些摘要播出某种程度上支持了歌曲的主题。以倒序方式叙述的电影《反斗神鹰》（Hot Shots!）中，哈里被他的过去烦扰，致使他在驾驶飞机时失去控制，这一片段也包括“听我说”的言论。
波多黎各摇滚乐队Fiel a la Vega录制的第二张专辑里，歌曲名为《Bla Bla Bla》中也涉及到这句话，该歌曲讽刺了政治家空洞的演讲和不切实际的承诺。白狮乐队在专辑《Mane Attraction》（1991年发行）将此话语作为歌曲《Lights and Thunder》的高潮。此外，重金属乐队Epica在专辑《Design Your Universe》（2009年发行）中的一首歌《自由之貌》（Semblance of Liberty）也截取了那一段音频。
人们经常将短语中的“嘴唇”或“税收”换成其他词语，拙劣地模仿这一用法，例如达纳·卡维（Dana Carvey）在每季《周末夜现场》中频繁地更换版本。甚至一个儿童卡通节目《淘气小兵兵》中也模仿了，动画片中Lou Pickles在大伙修剪树篱笆的时候说“听我说：不要枝叶了。”同样地， Washingtoon（一个小动画片节目）将乔治·赫伯特·沃克（George H.W.）说的话“听我说……”的开头部分绘制进动画片中，宝丝兔（Babs Bunny）在说“听我说”的内容之前停住了，画面上显示的是“......不加税”，然后回复：“那么，有什么新鲜玩意吗？”（该节目在1992年总统大选后第二天上演，当时布什败给担任阿肯色州州长的比尔·克林顿，这一节目上演后发生了有趣的大转折。）甚至是布什家族也挂着这句口头禅。乔治·赫伯特·布什（George H. W）有一次慢跑的时候，一位记者出现打断他，他便对记者说：“听我说。”然后他继续慢跑。监管税收后，乔治·沃克·布什（George H. W）曾经抱怨穿着太正式，说道：“听我说，不要再拿礼服来了。”
这句话后来变成了一个政治党派的代名词，尽管是仿冒品。2002年在明尼苏达州第二区进行的总统竞选，萨姆·加斯特（Sam Garst），现任民主党人比尔·路德（Bill Luther）的拥泵，表面上是为了在一场势均力敌的竞选中抢走来自共和党的对手约翰·克莱恩（John Kline）的票数，实质上是为了成为“不加税党”的候选人之一而奔波。由于克莱恩控诉路德动用肮脏的政治手段——路德的竞选经理人掌握了加斯特的候选资格，克莱恩要求将加斯特也纳入竞选活动中，而加斯特在竞选期间离开了该地，于是此次运动失败了。克莱恩最终打败了路德和加斯特，尽管加斯特确实赢得了12,000张投票，或者说占总选票的4%。
在《贝莱尔的新鲜王子》中，哪怕是被宠坏的希拉里·班克斯（Hilary Banks），对于她的第一份酬劳也狂喜不已。让她失望的是，她预期得到的收入税后大大缩减。
|  | 她对此愤愤不平：“我想布什总统曾经说过‘不加新税’的。” 而杰弗里（Geoffrey）却说：“联邦税是必须要交的，不是新加的。” 她回答道：“不管怎么样，他们对于我来说是新的！” |

在《奉子成婚》中，“芝加哥酒党”Al Bundy抗议提高当地啤酒赋税。有关美国人和他们对啤酒的热爱的演讲鼓动人心，导致市政府重新考虑啤酒赋税。这件事以他的讲话结束，他直接对着镜头说：“听我说，啤酒不收税了！”电视動畫《辛普森一家》的“两个坏邻居”这集裡，辛普森老爹要求布什总统：“为提高赋税道歉。”